# Будда-боул
Будда-боул (англ. Buddha bowl), Миска Будды, Чаша Будды — вегетарианское блюдо, состоящее из небольших порций продуктов, подаваемых холодными, в одной общей миске. Обычно включает зерновые, такие как киноа или коричневый рис, растительные белки, такие как нут или тофу, и овощи. Порции не смешиваются на тарелке или в миске, а располагаются по отдельности. Будда-боул сравнивают с поке (гавайское блюдо из сырой рыбы). Концепция полезного вегетарианского блюда-конструктора приобрела популярность по всему миру и получила множество вариаций, в том числе, с мясом, что противоречит изначальной концепции блюда.
Считается, что название Будда-боул впервые использовала в своей книге «Meatless» американская бизнесвумен и кулинарный автор Марта Стюарт.
Существует несколько объяснений того, почему название относится к Будде. Оно может происходить из представления о сбалансированной еде, тогда как баланс (гармония) является ключевой буддийской концепцией. Также, существует легенда, что Будда наполнял свою миску разнообразными кусочками еды, которые преподносили ему жители деревни. Название блюда связывают и с китайским монахом X века Будаем (его часто путали с Буддой), живот которого напоминал полную миску.